# Arihito Muramatsu
Arihito Muramatsu, född 12 december 1972, är en japansk idrottare som tog brons i baseboll vid olympiska sommarspelen 2004 i Aten.